# Campionati mondiali di canoa/kayak slalom 1967
I 10imi Campionati mondiali di canoa/kayak di slalom si sono svolti a Lipno nad Vltavou (Cecoslovacchia).

## Podi

### Uomini
| Evento        | Oro                                          | Perform. | Argento                                     | Perform. | Bronzo                                       | Perform. |
| Canoa         |                                              |          |                                             |          |                                              |          |
| C-1           | Germania Ovest Wolfgang Peters               |          | Germania Ovest Harald Cuypers               |          | Canada Karel Kumpfmueller                    |          |
| C-1 a squadre | Cecoslovacchia                               |          | Germania Est                                |          | Germania Ovest                               |          |
| C-2           | Cecoslovacchia Miroslav Stach Zdenek Valenta |          | Cecoslovacchia Milan Horyna Vaclav Janousek |          | Cecoslovacchia Ladislav Mestan Zdenek Mestan |          |
| C-2 a squadre | Germania Est                                 |          | Cecoslovacchia                              |          | Germania Ovest                               |          |
| Kayak         |                                              |          |                                             |          |                                              |          |
| K-1           | Germania Est Jürgen Bremer                   |          | Regno Unito David Mitchell                  |          | Svizzera Heinz Hunziker                      |          |
| K-1 a squadre | Germania Est                                 |          | Germania Ovest                              |          | Francia                                      |          |

### Misto
| Evento | Oro                                             | Perform. | Argento                                | Perform. | Bronzo                             | Perform. |
| Kayak  |                                                 |          |                                        |          |                                    |          |
| C-2    | Cecoslovacchia Jaroslava Krcalová Milan Svoboda |          | Germania Est Erika Uhlig Horst Wängler |          | Germania Est Edith Grabo Uwe Franz |          |

### Donne
| Evento        | Oro                            | Perform. | Argento                     | Perform. | Bronzo                      | Perform. |
| Kayak         |                                |          |                             |          |                             |          |
| K-1           | Cecoslovacchia Ludmila Polesna |          | Germania Est Lia Schilhuber |          | Germania Est Bärbel Richter |          |
| K-1 a squadre | Germania Est                   |          | Cecoslovacchia              |          | Germania Ovest              |          |

## Medagliere
| Posizione | Paese          | Oro | Argento | Bronzo | Totale |
| --------- | -------------- | --- | ------- | ------ | ------ |
| 1         | Germania Est   | 4   | 3       | 2      | 9      |
| 2         | Cecoslovacchia | 4   | 3       | 1      | 8      |
| 3         | Germania Ovest | 1   | 2       | 3      | 6      |
| 4         | Regno Unito    | 0   | 1       | 0      | 1      |
| 5         | Canada         | 0   | 0       | 1      | 1      |
| 5         | Francia        | 0   | 0       | 1      | 1      |
| Svizzera  | 0              | 0   | 1       | 1      |        |
| Totale    | Totale         | 9   | 9       | 9      | 27     |